# Bošnjaci u Turskoj
Bošnjaci u Turskoj su osobe koje se u Turskoj izjašnjavaju kao etnički Bošnjaci, podrijetlom iz Bosne i Hercegovine, Sandžaka i drugih bivših jugoslavenskih republika.

## Zemljopis
Na popisu stanovništva u Turskoj 1965. godine 17.627 turskih državljana je navelo da govori bošnjački jezik kao prvi jezik, što je oko 0,05 % od ukupnog broja stanovnika u Turskoj. Bošnjaci u Turskoj uglavnom žive u pokrajinama Kocaeli (1,2%), Sakarya (0,7 %), Kırklareli (0,4 %) i İzmiru (0,2 %). Bošnjački jezik kao drugi jezik, navelo je 34.892 osobe.
Treba istaći, da je broj Bošnjaka u Turskoj mnogo veći i da se pretpostavlja da je broj Bošnjaka koji žive u Turskoj između 101.000 i 2 milijuna građana Turske.

## Poznati Bošnjaci u Turskoj
- Bülent Ecevit, političar
- Cem Adrian, pjevač
- Ayşe Kulin, pisac
- Ekrem Akurgal, arheolog
- Emir Preldžić, košarkaš
- Hüseyin Beşok, košarkaš
- Kıvanç Tatlıtuğ, glumac
- Metin Boşnak, znanstvenik
- Ömer Çatkıç, nogometaš
- Cem Uzan, biznismen
- Hedo Türkoğlu, košarkaš
- Meliha İsmailoğlu, vaterpolist
- Tuncel Kurtiz, glumac
- Semih Erden, košarkaš
- Suat Atalık, šahist
- Sabiha Gökçen, zrakoplovac
- Mirsad Türkcan, košarkaš
- Emina Jahović Sandal, pjevačica
- Cedi Osman, košarkaš
- Saffet Sancaklı, nogometaš
- Asım Pars, košarkaš
- Nedim Dal, košarkaš
- Ediz Bahtiyaroğlu, nogometaš